# PythonAnywhere
PythonAnywhere — название облачной платформы, предназначенной преимущественно для запуска приложений Python. 

## Возможности
Включает запуск и редактирование web-приложений на основе распространенных веб-фреймворков Python, базу данных MySQL и PostgreSQL, онлайн консоль Bash, веб-редактор кода.
Сервер веб-приложений построен на основе Nginx+uWSGI.
В свою очередь PythonAnywhere размещается на мощностях Amazon EC2.